# Ologamasus postpilus
Ologamasus postpilus är en spindeldjursart som beskrevs av Wolfgang Karg och Anita Schorlemmer 2009. Ologamasus postpilus ingår i släktet Ologamasus och familjen Ologamasidae. Inga underarter finns listade i Catalogue of Life.